# Campionato italiano 1986-1987 (hockey su pista femminile)
| Indice Formula del campionato · Squadre partecipanti · Qualificazioni · Finali · Note · Fonti e bibliografia · Voci correlate |

Il 1º Torneo Nazionale Femminile di hockey su pista 1986-87 fu la 1ª edizione del campionato italiano di hockey su pista femminile.

## Formula del campionato
Le 10 società iscritte al campionato furono divise in quattro gironi. Tutti gli incontri vennero disputati su campi neutri predefiniti (concentramenti).

Le squadre vincenti i gironi di qualificazione disputarono le finali sul campo neutro di Pordenone il 30 e 31 maggio 1987.
Parteciparono al campionato solo ragazze che avevano compiuto almeno 14 anni.

Le gare vennero disputate su 2 tempi regolamentari di 15' effettivi con un intervallo di 10'.

## Squadre partecipanti
Girone 1
- Skating Club Cerbiatti, Belluno
- Hockey Rollen Latus Pordenone, Pordenone
- Dopolavoro Ferroviario, Trieste

Girone 2
- Schneider Bassano Hockey, Bassano
- Hockey Club Diavoli Biancorossi Vicenza, Vicenza
- Hockey Novara, Novara

Girone C
- G.S. Atletico Forte dei Marmi, Forte dei Marmi
- Roller S.C. Libertas Genzano, Genzano di Roma
- G.S. "Palestra Usai", Sassari
- Hockey Viareggio, Viareggio

Girone D
- Pol. E.Giannoccaro, Monopoli, Monopoli
- Rotellistica Lucana H.C. Matera, Matera
- Hockey Club Salerno, Salerno
- Skaters' Club Molfetta, Molfetta

## Qualificazioni

### Girone 1
Tutte le gare vennero disputate sul campo neutro di Pordenone il 2 maggio 1987.

Lo Skating Club Cerbiatti non si presentò a Pordenone a disputare il campionato.
|                  | Risultati |             | Luogo e data            |  |
| ---------------- | --------- | ----------- | ----------------------- |  |
| Rollen Pordenone | 6-0       | Ferroviario | Pordenone 2 maggio 1987 |  |
|                  |           |             |                         |  |

|  | P | Squadra                                  | Pt | G | V | N | P | GF | GS | DR |
|  | - | ---------------------------------------- | -- | - | - | - | - | -- | -- | -- |
|  | 1 | Hockey Rollen Latus Pordenone, Pordenone | 2  | 1 | 1 | 0 | 0 | 6  | 0  | +6 |
|  | 2 | Dopolavoro Ferroviario, Trieste          | 0  | 1 | 0 | 0 | 1 | 0  | 6  | -6 |

Verdetti
- Il Rollen Latus Pordenone è qualificato al girone di finale.

### Girone 2
Tutte le gare vennero disputate sul campo neutro di Vicenza il 2 maggio 1987.
|                     | Risultati |                     | Luogo e data          |  |
| ------------------- | --------- | ------------------- | --------------------- |  |
| Bassano             | 2-1       | Diavoli Biancorossi | Vicenza 2 maggio 1987 |  |
| Diavoli Biancorossi | 0-1       | Novara              | Vicenza 2 maggio 1987 |  |
| Novara              | 2-1       | Bassano             | Vicenza 2 maggio 1987 |  |
|                     |           |                     |                       |  |

|  | P | Squadra                                 | Pt | G | V | N | P | GF | GS | DR |
|  | - | --------------------------------------- | -- | - | - | - | - | -- | -- | -- |
|  | 1 | Hockey Novara, Novara                   | 4  | 2 | 2 | 0 | 0 | 3  | 1  | +2 |
|  | 2 | Schneider Bassano Hockey, Bassano       | 2  | 2 | 1 | 0 | 1 | 3  | 3  | +0 |
|  | 3 | Hockey Club Diavoli Biancorossi Vicenza | 0  | 2 | 0 | 0 | 2 | 1  | 3  | -2 |

Verdetti
- Il Novara è qualificato al girone di finale.

### Girone 3
Tutte le gare vennero disputate sul campo neutro di Genzano di Roma il 2 maggio 1987.

Il G.S. "Palestra Usai" non si presentò a Genzano di Roma a disputare il campionato.
|                  | Risultati |                  | Luogo e data                  |  |
| ---------------- | --------- | ---------------- | ----------------------------- |  |
| Atl.Forte Marmi  | 3-1       | Viareggio        | Genzano di Roma 2 maggio 1987 |  |
| Viareggio        | 2-0       | Libertas Genzano | Genzano di Roma 2 maggio 1987 |  |
| Libertas Genzano | 0-1       | Atl.Forte Marmi  | Genzano di Roma 2 maggio 1987 |  |
|                  |           |                  |                               |  |

|  | P | Squadra                                        | Pt | G | V | N | P | GF | GS | DR |
|  | - | ---------------------------------------------- | -- | - | - | - | - | -- | -- | -- |
|  | 1 | G.S. Atletico Forte dei Marmi, Forte dei Marmi | 4  | 2 | 2 | 0 | 0 | 4  | 1  | +3 |
|  | 2 | Hockey Viareggio, Viareggio                    | 2  | 2 | 1 | 0 | 1 | 3  | 3  | +0 |
|  | 3 | Roller S.C. Libertas Genzano, Genzano di Roma  | 0  | 2 | 0 | 0 | 2 | 0  | 3  | -3 |

Verdetti
- L'Atletico Forte dei Marmi è qualificato al girone di finale.

### Girone 4
Tutte le gare vennero disputate sul campo neutro di Salerno il 2 maggio 1987.

La Rotellistica Lucana H.C. Matera non si presentò a Salerno a disputare il campionato.
|               | Risultati |                   | Luogo e data          |  |
| ------------- | --------- | ----------------- | --------------------- |  |
| Salerno       | 3-2       | E.Giannoccaro     | Salerno 2 maggio 1987 |  |
| Salerno       | 0-7       | Skaters' Molfetta | Salerno 2 maggio 1987 |  |
| E.Giannoccaro | 1-12      | Skaters' Molfetta | Salerno 2 maggio 1987 |  |
|               |           |                   |                       |  |

|  | P | Squadra                                | Pt | G | V | N | P | GF | GS | DR  |
|  | - | -------------------------------------- | -- | - | - | - | - | -- | -- | --- |
|  | 1 | Skaters' Club Molfetta, Molfetta       | 4  | 2 | 2 | 0 | 0 | 19 | 1  | +18 |
|  | 2 | Hockey Club Salerno, Salerno           | 2  | 2 | 1 | 0 | 1 | 3  | 9  | -6  |
|  | 3 | Pol. E.Giannoccaro, Monopoli, Monopoli | 0  | 2 | 0 | 0 | 2 | 3  | 15 | -12 |

Verdetti
- Lo Skaters' Club Molfetta è qualificato al girone di finale.

## Finali
Tutti gli incontri vennero disputati sulla pista di Pordenone:
Semifinale

|              | Risultati    |                   | Luogo e data                     |  |
| ------------ | ------------ | ----------------- | -------------------------------- |  |
| Rollen Latus | 8-1          | Skaters' Molfetta | Pordenone, sabato 30 maggio 1987 |  |
| Novara       | 2-1 (d.t.s.) | Atl.Forte Marmi   | Pordenone, sabato 30 maggio 1987 |  |
|              |              |                   |                                  |  |

Finale 3º e 4º posto:

|                 | Risultati |                   | Luogo e data                       |  |
| --------------- | --------- | ----------------- | ---------------------------------- |  |
| Atl.Forte Marmi | 6-1       | Skaters' Molfetta | Pordenone, domenica 31 maggio 1987 |  |
|                 |           |                   |                                    |  |

Finale 1º e 2º posto:

|              | Risultati |        | Luogo e data                       |  |
| ------------ | --------- | ------ | ---------------------------------- |  |
| Rollen Latus | 11-1      | Novara | Pordenone, domenica 31 maggio 1987 |  |
|              |           |        |                                    |  |

Il tabellino: Rollen Latus Pordenone-Hockey Novara 11-1 (1-1).

Rollen Latus Pordenone: Manzon, Griguol, M. Santarosa, Valeri, Bomben, Trombetta, R. Santarosa, Vazzoler, Mascherin ed Elena Concini. Allenatore: Mauro Marrone.

Hockey Novara: Gobber, Negri, Calgaro, Bobbio, Ferzari, Cerutti, Guidetti, Salino, Lastrico, Paladino. Allenatore: Alberto Marini.

Arbitro: Aloisi di Pordenone.

Reti: primo tempo 4'24'' Vazzoler, 13'34''' Cerutti (N); secondo tempo 5'04'' Vazzoler, 6'03'' Bomben, 7'53'' Vazzoler, 8'05'' Griguol, 9'37'' Bomben, 10'18'' R. Santarosa, 10'24 Bomben, 11'22'', 12'08'' e 12'38'' Valeri.

Note: presente in tribuna il Presidente Federale Dottor Giuseppe Matranga.
Verdetti
- Hockey Rollen Latus Pordenone Campione d'Italia 1986-87.

Squadra Campione:

Rollen Latus Pordenone: Silvia Manzon, Barbara Griguol, Manuela Santarosa, Isabella Valeri, Simona Bomben, Cristina Trombetta, Rita Santarosa, Michela Vazzoler, Roberta Mascherin ed Elena Concini. Allenatore: Mauro Marrone.

## Fonti e bibliografia
- Giornale quotidiano Il Gazzettino edizione di Pordenone di lunedì 1º giugno 1987.
- Comunicati ufficiali della FIHP conservati dalla Lega Nazionale Hockey di Milano.
- Guida ai campionati hockey su pista 2010-2011 - Albo d'oro dei campionati femminili pubblicato a pagina 22, subito dopo i campionati maschili. Edito e messo online dalla Lega Nazionale Hockey di Milano, Via Ponte Seveso 19.